# Budiš
Budiš (węg. Turócborkút, do 1899 Budis, niem. Budisch) – wieś i gmina (obec) w powiecie Turčianske Teplice, kraju żylińskim, w północno-centralnej Słowacji. Znajduje się w Kotlinie Turczańskiej nad prawym brzegiem potoku Jasenca. 
Na terenie wsi znajdują się źródła mineralne. Źródło zwane „Slatina” odkrył i opisał w 1573 r. benedyktyński mnich, a jednocześnie zamiłowany przyrodnik, Mikuláš Pavol Brikcius. Wkrótce zasłynęło ono w całej okolicy jako „zdrowa woda”. Uczony Matej Bel dwa wieki później twierdził, że w całym Turcu nie ma chorego, który by w nadziei na wyleczenie nie pił wody z budziskiego źródła.
Pierwszą analizę chemiczną wody ze źródła „Budiš” wykonał turczański naukowiec Michal Torner. Zaliczył ją do szczaw alkalicznych. Całkowita mineralizacja tej wody wynosi 2500 mg/litr, a zawartość dwutlenku węgla również 2500 mg/litr. Jako woda średnio zmineralizowana, słabo kwaśna lub neutralna, hipotoniczna, ma doskonały smak i odświeżające działanie na cały organizm. Jest zalecana przy niektórych chorobach żołądka, skłonnościach do kamieni żółciowych i niektórych schorzeniach górnych dróg oddechowych.
W miejscu dawnej „Slatiny” w 1963 r. został wykonany odwiert (B1) głębokości 20 m. Przelew wody następuje do lokalnego cieku wodnego. Źródło jest w dalszym ciągu intensywnie wykorzystywane przez miejscową ludność.
Drugie źródło znajdujące się we wsi zwano „Młaki”. Wykonany w jego miejscu odwiert (B2) głębokości 65 m był wykorzystywany w latach 1963–1999 przez miejscową spółdzielnię do produkcji wody mineralnej „Budišanka”. Woda z wykonanego w pobliżu w 1977 r. nowego odwiertu głębokości 50 m (B4), o mineralizacji sięgającej 4250 mg/litr, jest obecnie w nowoczesnym zakładzie butelkowana w stanie naturalnym, jak również z różnymi dodatkami smakowymi (pomarańcza, cytryna, grejpfrut, tonic).

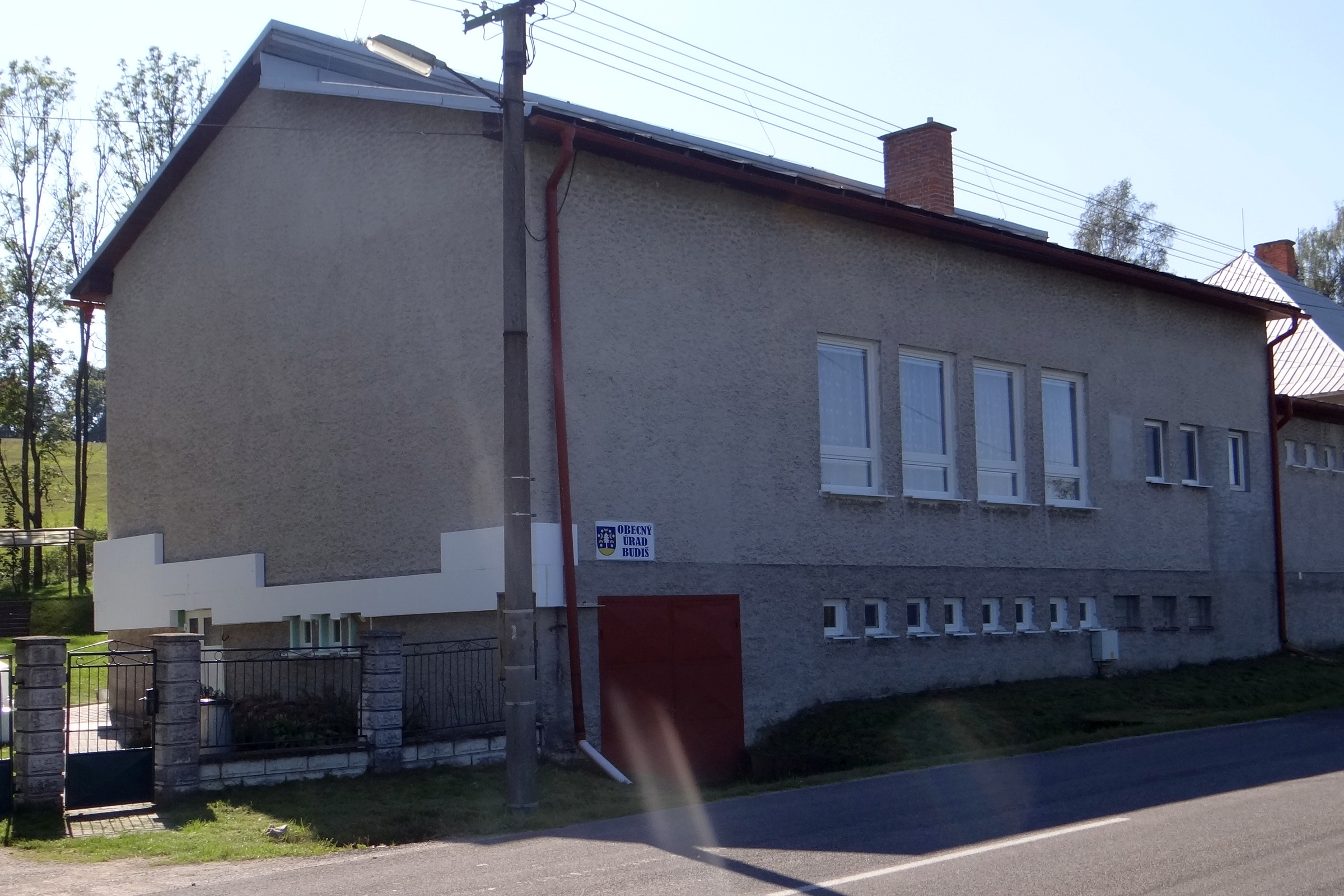
Budynek urzędu gminy